# Маргарита де Лузиньян
Маргарита де Лузиньян (фр. Marguerite de Lusignan; ок. 1244 — 30 января 1308), также известная как Маргарита Антиохийская и Маргарита Тирская — дворянка из Утремера, правившая сеньорией Тир в Иерусалимском королевстве, титулярная княгиня Антиохийская. Член французского дома Пуатье-Лузиньяны. Вышла замуж за Жана де Монфора, сеньора Тира, получила власть над городом как вдова в 1284 году. Заключила перемирие с мамлюкским султаном Египта Калауном аль-Мансуром и правила до 1291 года, когда Тир был захвачен мамлюками, после чего Маргарита переехала на Кипр.

## Династическая позиция
Маргарита была младшим ребёнком дочери кипрского короля Гуго I Изабеллы де Лузиньян и Анри де Пуатье из Дома де Пуатье, которая управляла Антиохийским княжеством. Как и её брат, король Кипра Гуго III, Маргарита приняла фамилию своей матери де Лузиньян. Анонимный историк, известный под прозвищем «Тамплиер из Тира» (фр. Templier de Tyr), служивший её пажом в 1268 году, записал, что в то время она была «особенно приятной на лицо», но позже стала «чрезвычайно толстой» и начала напоминать своего отца. По словам британского историка Стивена Рансимана, Маргариту считали «самой милой девушкой своего поколения».
В 1268 году брат Маргариты король Кипра Гуго III стал также королем Иерусалима, положив конец длительному царствованию Гогенштауфенов, во время которого синьория Тир перешла во владение Филиппу де Монфору. Гуго был, однако, не только слишком слаб, чтобы действовать против Филиппа, но и нуждался в его помощи в защите остатков королевства от соседнего султаната мамлюков. Таким образом, они пришли к соглашению: сын Филиппа Жан женился на Маргарите, Филипп добровольно возвращал короне синьорию, а Гуго дарил Тир Жану и его потомкам от Маргариты. Если бы пара была бездетной, синьория вернулась бы к королевской семье при условии выплаты Монфорам 150 000 сарацинских безантов в качестве компенсации расходов на укрепление и защиту Тира за все годы правления Филиппа. Таким образом Филипп получал возможность передать власть над Тиром своему сыну на законных основаниях. Этот брак, возможно, был предусмотрен ещё до того, как Гуго вступил на Иерусалимский трон, но состоялся только в 1269 году.

## Правление
Маргарита овдовела 27 ноября 1283 года. Её муж сильно страдал от подагры. Детей у пары не было. и поэтому Тир должен был быть возвращён короне. Но король Гуго не смог выплатить предусмотренную договором компенсации и достиг соглашения с младшим братом Жана Онфруа де Монфором, сеньором Бейрута. Согласно ему Онфруа должен был временно владеть Тиром до тех пор, пока не будет выплачена компенсация, и, если она не будет выплачена к маю 1284 года, удержать его навсегда. И Гуго, и Онфруа умерли до этой даты, и Тир оказался в итоге выморочным имуществом. Не известно, была ли компенсация выплачена наследникам Онфруа. Тогда Маргарита была утверждена как синьора Тира.
Султан мамлюков Калаун аль-Мансур ясно дал понять, что намерен атаковать оставшиеся государства крестоносцев в 1285 году. Маргарита и её невестка Эскива д’Ибелин, правившая Бейрутом единолично после смерти Онфруа, решили заключить перемирие с мамлюками. Текст договора Маргариты с Калауном сохранился до наших дней, подписанный «возвышенной леди, дамой Маргаритой, дочерью сэра Анри, сына принца Боэмунда, леди Тирской», и считается образцом ранней дипломатии мамлюков.
В 1291 году Маргарита передала синьорию Тир своему племяннику Амори. После этого она удалилась на Кипр, которым теперь правил другой её племянник король Анри II, и вступила в монастырь Богоматери Тирской в Никосии. В 1300 году Маргарита стала титулярной княгиней Антиохийской после смерти десятилетнего Филиппа II де Туси, который по матери происходил из Антиохийской ветви Дома де Пуатье, членом которого был отец Маргариты.
Маргарита умерла в монастыре как монахиня 30 января 1308 года.